# Roszkowice (powiat opolski)
Roszkowice (niem. Rossdorf)– wieś w Polsce położona w województwie opolskim, w powiecie opolskim, w gminie Niemodlin.
W latach 1975–1998 miejscowość należała administracyjnie do województwa opolskiego.

## Historia
Pierwszą wzmiankę o wsi datuje się na rok 1231. Jej nazwa pochodzi od imienia Roszek, Roszko lub Rościsław.
W Roszkowicach, w północnej części wsi znajduje się okrągła wyspa. Jest to średniowieczne grodzisko. Grodzisko położone jest w obszarze zlewni Nysy Kłodzkiej i Ścinawy Niemodlińskiej, w północnej części wsi, 200 m na północny zachód od folwarku, przy drodze polnej.
Grodzisko stożkowate, zdeformowane, ma kształt zbliżony do czworoboku o zaokrąglonych narożach. Od strony południowej, wschodniej i zachodniej obiekt okala fosa napełniona wodą. Od strony północnej fosa łączy się ze stawem powstałym w okresie powojennym. Warstwa kulturowa sięga do głębokości około 1,5 m, w której odkryto fragmenty cegieł i kamienie. Wymiary stożka około 19 m x 19 m, wysokość około 2-3 m, szerokość fosy około 6–10 m. Prawdopodobnie pierwotnie obiekt otoczony był wałami, które nie zachowały się. Aktualnie majdan i zewnętrzna krawędź fosy porośnięte są krzewami i drzewami. Teren grodziska stanowi ostoję dla ptaków, a okazjonalnie wykorzystywane jest jako obiekt do rekreacji.
Badania archeologiczne określiły chronologię obiektu na okres późnego średniowiecza (XIV-XVI wiek).
Grodzisko było badane powierzchniowo w okresie międzywojennym m.in. w 1933 r.,  w 1960 r. i w 1972 r. Odkryto kilkadziesiąt fragmentów naczyń cienkościennych obtaczanych i toczonych na kole garncarskim. W 1999 r. badania AZP przeprowadził K. Bykowski. Stan zachowania grodziska dobry. W 1989 roku wykonano plan warstwicowy grodziska.
Grodzisko w Roszkowicach zlokalizowane w obszarze szerokiego pasa Przesieki Śląskiej, po wschodniej stronie Nysy Kłodzkiej, mogło pełnić funkcję strażniczą. Grodzisko położone jest na gruntach prywatnych. Obiekt widoczny jest z drogi gminnej prowadzącej z Niemodlina do Rogów przez Piotrową, około 150 m na północny wschód od niej. Kępa drzew czytelnie rysuje się w panoramie pól po północnej stronie wsi..
Dokładnie w miejscu, gdzie obecnie jest grodzisko początek swój bierze potok Dzięcielec, który daje początek kilkunastu stawom, a uchodzi do Ścinawy Niemodlińskiej. Jest on lewostronnym dopływem rzeki Ścinawy.
Na terenie wsi, w kierunku zachodnim, mieści się stary "poniemiecki" cmentarz ewangelicki. Obecnie bardzo zaniedbany, nagrobki są poniszczone i zdewastowane.
Od 1776 r. wieś posiadała pieczęć gminną, na której wizerunku przedstawiono  konia zwróconego w prawo, w skoku nad dwoma domami; obok domów kwitnące kwiaty.